# الأردن في الألعاب الأولمبية الصيفية 2008
شارك الأردن في الألعاب الأولمبية الصيفية لعام 2008 التي أقيمت في بكين في الصين ، في الفترة من 8 - 24 أغسطس 2008. وتعتبر هذه المشاركة هي الثامنة للأردن على التوالي في الألعاب الأولمبية الصيفية منذ عام 1980.
تم اختيار لانا الجغبير كرئيسة للبعثة الأولمبية والوفد المشارك، واختارت اللجنة الأولمبية الأردنية فريقاً من سبعة لاعبين (ثلاث رجال وأربع سيدات ) للتنافس في خمس رياضات في الألعاب الأولمبية (تايكواندو، تنس الطاولة، سباحة، ألعاب قوى، فروسية). وتم اختيار لاعبة التنس زينة شعبان والتي شاركت سابقا في اولمبياد أثينا 2004 من قبل اللجنة لحمل العلم الأردني في حفل الافتتاح. لم يحقق الأردن في هذه البطولة أي ميدالية وخرج معظم اللاعبين من الأدوار الأولى.

## الرياضيون المشاركون
مثل الأردن في ھذه البطولة اللاعبون : نادين دواني (تايكوندو) ، زينة شعبان (تنس الطاولة) ، رزان طه (سباحة) ، براءة مروان (ألعاب قوى) ،أنس حمادة (سباحة) ، إبراهيم بشارات (فروسية) ،خليل الحناحنة (ألعاب قوى).

### التايكوندو
مثل الأردن في هذه الرياضة اللاعبة نادين دواني والتي سبق لها المشاركة في أولمبياد سنة 2004 في أثينا، وخسرت نادين أمام منافستها البريطانية سارة ستيفنسون ، وخرجت من الدور الأول للبطولة:
| اللاعب      | المنافسة      | الدور الأول                            | ربع النهائي            | نصف النهائي            | النهائي                | النهائي  |
| اللاعب      | المنافسة      | الخصم - نتيجة المباراة                 | الخصم - نتيجة المباراة | الخصم - نتيجة المباراة | الخصم - نتيجة المباراة | الترتيب  |
| ----------- | ------------- | -------------------------------------- | ---------------------- | ---------------------- | ---------------------- | -------- |
| نادين دواني | سيدات- 67 كغم | المملكة المتحدة سارة ستيفنسون خسرت 2-3 | لم تتأهل               | لم تتأهل               | لم تتأهل               | لم تتأهل |

### تنس الطاولة
شارك الأردن بلاعب واحد في لعبة تنس الطاولة وهي اللاعبة زينة شعبان التي سبق لها وشاركت في أولمبياد 2004 في اثينا، وخسرت زينة أمام لاعبة جمهورية التشيك دانا سيشوفا وخرجت من الدور التمهيدي للبطولة:
| اللاعب     | المنافسة     | الدور التحضيري                     | الدور الأول          | الدور الثاني         | الدور الثالث         | الدور الرابع         | ربع النهائي          | نصف النهائي          | النهائي  | النهائي  |
| اللاعب     | المنافسة     | بلد المنافس -النتيجة               | بلد المنافس -النتيجة | بلد المنافس -النتيجة | بلد المنافس -النتيجة | بلد المنافس -النتيجة | بلد المنافس -النتيجة | بلد المنافس -النتيجة | النتيجة  | الترتيب  |
| ---------- | ------------ | ---------------------------------- | -------------------- | -------------------- | -------------------- | -------------------- | -------------------- | -------------------- | -------- | -------- |
| زينة شعبان | فردي - سيدات | جمهورية التشيك دانا سيشوفا خسر 4-0 | لم تتأهل             | لم تتأهل             | لم تتأهل             | لم تتأهل             | لم تتأهل             | لم تتأهل             | لم تتأهل | لم تتأهل |

### السباحة
شارك الأردن بلاعبين أثنين في منافسات السباحة وهما أنس حمادة ورزان طه وتعتبر هذه المشاركة هي الأولى لهما في الألومبياد، ولم يتمكنا من التأهل إلى الدورالتالي وخرجا من البطولة:
| اللاعب    | المنافسة                 | الدور الأول | الدور الأول | قبل النهائي | قبل النهائي | النهائي  | النهائي  |
| اللاعب    | المنافسة                 | الزمن       | الترتيب     | الزمن       | الترتيب     | الزمن    | الترتيب  |
| --------- | ------------------------ | ----------- | ----------- | ----------- | ----------- | -------- | -------- |
| أنس حمادة | سباحة حرة 50 متر - رجال  | 24.4        | 59          | لم يتأهل    | لم يتأهل    | لم يتأهل | لم يتأهل |
| رزان طه   | سباحة حرة 50 متر - سيدات | 27.82       | 56          | لم يتأهل    | لم يتأهل    | لم يتأهل | لم يتأهل |

### ألعاب القوى
شارك الأردن بلاعبين اثنين في العاب القوى وهما اللاعب خليل الحناحنة واللاعبة براءة مروان وخرج كلاهما من الدورالتمهيدي للبطولة:
| اللاعب        | المنافسة             | الدور التحضيري | الدور التحضيري | ربع النهائي | ربع النهائي | قبل النهائي | قبل النهائي | النهائي  | النهائي  |
| اللاعب        | المنافسة             | الزمن          | الترتيب        | الزمن       | الترتيب     | الزمن       | الترتيب     | الزمن    | الترتيب  |
| ------------- | -------------------- | -------------- | -------------- | ----------- | ----------- | ----------- | ----------- | -------- | -------- |
| خليل الحناحنة | سباق 200 متر - رجال  | 21.55          | 7              | لم يتأهل    | لم يتأهل    | لم يتأهل    | لم يتأهل    | لم يتأهل | لم يتأهل |
| براءة مروان   | سباق 800 متر - سيدات | 2:18.41        | 7              | لم يتأهل    | لم يتأهل    | لم يتأهل    | لم يتأهل    | لم يتأهل | لم يتأهل |

### الفروسية
شارك الأردن بلاعب واحد فقط في لعبة الفروسية وهو اللاعب إبراهيم بشارات الذي أنهى الجولة الأولى بنجاح لكنه خسر في الجولة الثانية ولم يتمكن من التأهل:
| اللاعب         | المنافسة | الفرس | التصفيات      | التصفيات      | التصفيات       | التصفيات       | التصفيات       | التصفيات       | التصفيات       | التصفيات       | النهائي       | النهائي       | النهائي        | النهائي        | النهائي        | المجموع | المجموع |
| اللاعب         | المنافسة | الفرس | الجولة الأولى | الجولة الأولى | الجولة الثانية | الجولة الثانية | الجولة الثانية | الجولة الثالثة | الجولة الثالثة | الجولة الثالثة | الجولة الأولى | الجولة الأولى | الجولة الثانية | الجولة الثانية | الجولة الثانية | المجموع | المجموع |
| اللاعب         | المنافسة | الفرس | الأخطاء       | الترتيب       | الأخطاء        | المجموع        | الترتيب        | الأخطاء        | المجموع        | الترتيب        | الأخطاء       | الترتيب       | الأخطاء        | الترتيب        | المجموع        | الأخطاء | الترتيب |
| -------------- | -------- | ----- | ------------- | ------------- | -------------- | -------------- | -------------- | -------------- | -------------- | -------------- | ------------- | ------------- | -------------- | -------------- | -------------- | ------- | ------- |
| ابراهيم بشارات | الفروسية | سمسم  | 19            | 71            | 32             | 41             | 60             | لم يتأهل       | لم يتأهل       | لم يتأهل       | لم يتأهل      | لم يتأهل      | لم يتأهل       | لم يتأهل       | لم يتأهل       | 41      | 60      |

## مقالات ذات صلة
- الأردن في الألعاب الأولمبية الصيفية 2016.
- الأردن في الألعاب الأولمبية الصيفية 2012.
- الأردن في الألعاب الأولمبية الصيفية 2004.